# Alfred Roussin
Alfred Roussin (Nantes, 10 avril 1839 - 18 avril 1919) est un officier, dessinateur et essayiste français.

## Biographie
Alfred Roussin naît à Nantes le 10 avril 1839. Il est le fils de Victor Marie Roussin, propriétaire, et de Sophie Catherine Adamson. Le 1er novembre 1857, il entre à l’École Impériale Polytechnique. Il en sort en 1859. Il est admis 1er au Commissariat de la Marine, comme aide-commissaire le 3 octobre 1859 à Brest. Le 26 septembre 1861, il s'embarque sur "L'Asmodée" pour servir en Grèce. En juillet, 1862, il devient secrétaire du contre-amiral Jaurès à Brest. Il le suit dans les mers de Chine de 1862 à 1865. Après un retour en France, de 1865 à 1868, il sert sur les côtes orientales de l'Afrique. En 1867, il devient sous-commissaire de la marine. En 1868, son bateau, au lieu de rentrer en France, est envoyé au Japon dans le contexte des débuts de la Restauration de Meiji. Il ne rentre en France qu'en avril 1870. Il participe à la défense de Paris. En 1872, il est sous-commissaire de division à Brest et épouse Suzanne Marie Clara Bourcard.
En 1878, il  devient commissaire-adjoint, au Port de Cherbourg. En 1880, il est transféré au Port de Lorient. En 1885, il devient secrétaire du Conseil d'amirauté de Paris, et en 1891 secrétaire du Comité des Inspecteurs Généraux de la Marine. Finalement, en 1894, il est nommé commissaire général de la Marine. Il prend sa retraite en 1896. Il décède le 18 avril 1919.

## Œuvre

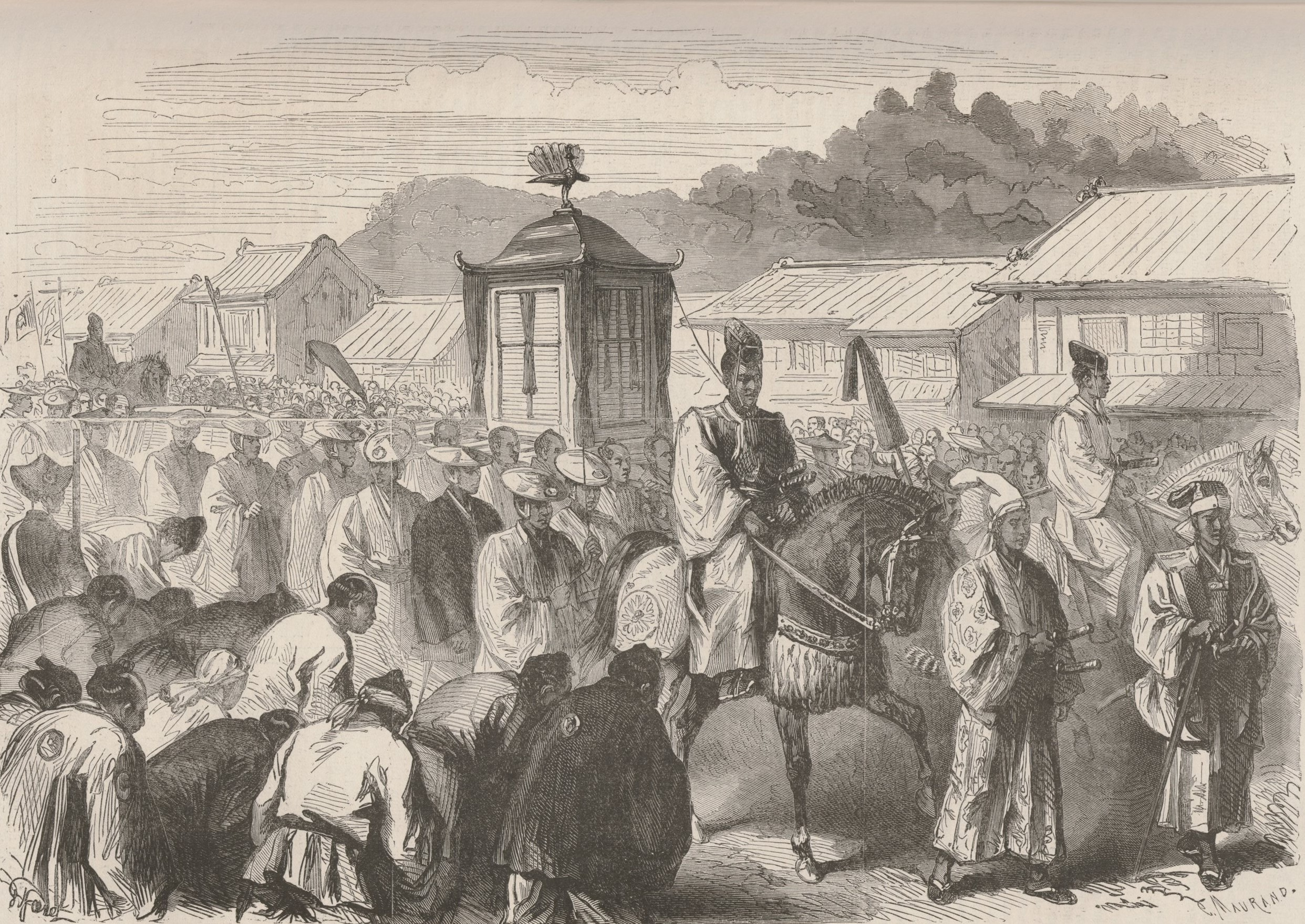
Alfred Roussin, Le Mikado, empereur du Japon, se rendant de Miako à Yedo. – Le palanquin impérial et le cortège sur la route du Tokaïdo, Le Monde Illustré (20 février 1869).

- Une campagne sur les côtes du Japon, Paris, 1866
- de nombreuses illustrations dans Aimé Humbert, Le Japon illustré, Paris, 1870

## Décorations
- 1865: Chevalier de la Légion d’Honneur